# 神奇男孩 怪物大陆
《神奇男孩 怪物大陆》是一款由Westone制作、世嘉发行的平台类游戏。本游戏最初于1987年8月在街机上发行。游戏后移植至多个平台，包括PC Engine、世嘉Master System、Commodore 64和Amstrad CPC等。
游戏的剧情紧接着前作《神奇男孩》。游戏的主角是一个名为Bock Lee Temjin的年轻男孩。
《电脑与电子游戏》对世嘉Master System进行了评价，并给予9/10分数。